# NGC 3900
NGC 3900 is een spiraalvormig sterrenstelsel in het sterrenbeeld Leeuw. Het hemelobject werd op 6 april 1785 ontdekt door de Duits-Britse astronoom William Herschel.

## Synoniemen
- UGC 6786
- MCG 5-28-34
- ZWG 157.38
- IRAS 11465+2718
- PGC 36914